# Fulcrum (Chuck)
Pour les articles homonymes, voir Fulcrum.
Fulcrum (mot anglais signifiant pivot) est le nom de code d'une organisation secrète d'espionnage de la série télévisée américaine Chuck. Le but principal du Fulcrum, est de nuire aux intérêts de la CIA et de la NSA. Cette organisation a été l'antagoniste majeur des deux premières saisons de la série. Les buts que servent cette organisation ainsi que son identité réelle sont mal connus.

## Histoire
Très peu d'informations détaillées sont connues à propos de cette organisation. Elle a existé au minimum depuis 2003, et il s'agirait d'une faction regroupant des transfuges de la CIA, ce qui lui permettrait de maintenir des agents dans chacune des agences de renseignement gouvernementales.
Leur personnel n'est néanmoins pas seulement constitué de transfuges des dites agences : le Fulcrum recrute également des mercenaires qualifiés à travers des sociétés-façades et peuvent faire appel à des civils lorsqu'il a besoin de leurs capacités. Sur le plan matériel, Fulcrum dispose d'équipements importants et assez semblables à ceux de la CIA.
Les buts de l'organisation sont peu clairs. Il est en tout cas certain qu'ils en ont après l'Intersecret, comme le montrent leurs nombreuses tentatives de voler la base de données, corrompre l'agent qui la contenait ou créer une technologie concurrente.
À la fin de la saison 4, on comprend plus tard que le Fulcrum a été créée par la CIA dans le but d'aider cette agence à développer des opérations illégales pour le gouvernement américain comme le financement des groupes terroristes opposants des ennemis des États-Unis ou l'envoi des mercenaires dans le Tiers-Monde pour éliminer les dirigeants d'Al-Qaida. Sauf qu'au fil du temps, le Fulcrum est devenu une organisation d'espionnage illégale dont la mission est de servir les intérêts de L'Alliance qui veut détruire la CIA pour devenir la première agence de renseignement des États-Unis.

## Développement
Le Fulcrum apparaît pour la première fois dans le dixième épisode de la première saison, et est une menace constante tout au long de cette saison, en particulier lors du dernier épisode de celle-ci, à la fin duquel l'organisation est sérieusement mise en échec. Le créateur de la série, Josh Schwartz, a néanmoins révélé dans une interview à Sci Fi Magazine, que celle-ci jouerait un rôle important dans la seconde saison. Si en effet l'organisation s'y révèle toujours menaçante, rien n'est dévoilé dans la série quant à sa structure ou même ses motifs. Au cours de la deuxième saison, le Fulcrum identifie avec succès Chuck comme étant un agent gouvernemental, mais non en tant qu'Intersecret. Un agent de l'organisation pense également que le Buy More est une station secondaire de la CIA, n'identifiant pas sa véritable importance. Chuck a également fait des recherches sur l'organisation, qu'il cache dans sa chambre derrière son poster de Tron.
Finalement, bien que les motifs de l'organisation soient toujours mal connus, celle-ci disparait lors du dernier épisode de la deuxième saison. Dans cet épisode, le Fulcrum se révèle n'être qu'une partie d'une organisation plus importante, nommée l'Alliance (The Ring en vo).

### Objectifs
Les buts de Fulcrum sont presque inconnus du spectateur : ils sont en tout cas à la recherche de l'Intersecret et sont les opposants principaux de Chuck et son équipe lors des deux premières saisons. Bien qu'ayant des contacts en dehors des États-Unis, on ne sait pas si leurs buts s'étendent en dehors du seul territoire américain. L'intérêt que porte le MI6 à l'organisation semble corroborer ce fait.
Dans le treizième épisode de la deuxième saison, il est révélé que le Fulcrum a développé son propre Intersecret, qu'ils implantent avec succès dans le cerveau de Chuck. Le Fulcrum aurait alors réussi à faire ce que la CIA elle-même n'a pas réussi .
Mais la fin que vise le Fulcrum en développant un tel Intersecret n'est pas connue, ni d'ailleurs les fins que vise le Fulcrum de manière générale. Il n'est d'ailleurs même pas certain que le Fulcrum soit une agence opposée à la CIA plutôt qu'un courant de cette dernière prêt à utiliser des moyens particuliers pour protéger le pays : les agents de Fulcrum se considèrent ainsi souvent comme des patriotes.